# ماركوس كلاوديوس تاسيتس
ماركوس كلاوديوس تاسيتس أو ماركوس كلاوديوس تاسيتوس (باللاتينية: Marcus Claudius Tacitus Augustus، وتُلفظ: /ˈtæsɪtəs/، ولِدَ حوالي عام 200 – وتوفي في يونيو 276) هو الإمبراطور الروماني خلال الفترة من عام 275 حتى عام 276. استطاع فترة فترة تقلده لعرش الإمبراطورية القصيرة شن حملات عسكرية على القوط والهيروليين.

## مقتبل حياته
ولِدَ تاسيتس في إنترامنا (تُعرف الآن باسم تيرني) بإيطاليا الرومانية. قام بتوزيع نسخ من أعمال المؤرخ غايوس كورنليوس تاسيتس والذي بالكاد اطَّلعَ عليه أحدٌ حينذاك، ولربما كان لهُ يد في صون وحفظ الأجزاء التي وصل إلينا من أعمال المؤرخ. دحضت الاعتبارات التأريخية إدعاء تاسيتس القائل بانحدار أصله إلى المؤرخ غايوس كورنليوس تاسيتس على أنها مُفبركة. تقلد على مدار حياته الطويلة عدة مناصب مدنية فكان قنصلاً مرتين اثنين، أولهما في ظل عهد الإمبراطور فاليريان، ومجدداً عام 273، فنال احتراماً ومكانةً كبيرتين.

## عهده

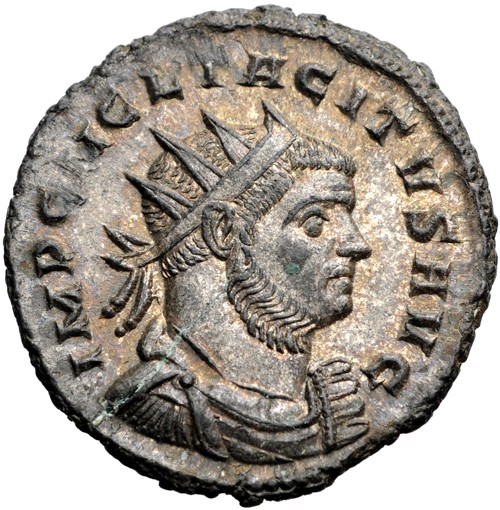
أنتونينياس يحمل صورة الإمبراطور تاسيتس

قام الجيش بإلغاء حق مجلس الشيوخ باختيار الإمبراطور عقب اغتيال أوريليان، وجاءت هذه الخطوة التي أقدم عليها الجيش فيما يبدو أنه نابع من الامتعاض تجاه الآثار التي خلفتها قرونٌ من عدم تدخل الجيش وما نجم عنه من مصرعِ إمبراطورٍ كان يحظو بشعبيةٍ معتبرةٍ. تردد مجلس الشيوخ بقبول المسؤولية في بادئ الأمر، ولم يتخذ المجلس قراراً بتسوية الأمور في نهاية المطاف، إلَّا بعد مضي ثمانية أشهر على مقتل الإمبراطور أوريليان عارضاً سدة العرش على تاسيتس الذي كان عضواً أولاً في مجلس الشيوخ يبلغ من العمر 75 عاماً.
قَبِلَ تاسيتس ترشيح مجلس الشيوخ بتاريخ 25 سبتمبر عام 275، وهذا بعد تثبته من صدق اعتبارات المجلس إزاءه. وصدَّق الجيش على الانتخاب بحفاوةٍ ملحوظةٍ. وكانت هذه المرة الأخيرة التي يختار فيها مجلس الشيوخ إمبراطوراً للأمة الرومانية. لم تكن فترة خلّو العرش الإمبراطوريّ في الفترة ما بين اغتيال أوريليان واعتلاء تاسيتس قصيرةَ الأمد، وثمة أدلة كافية تشير إلى أن أولبيا سيفيرينا حكمت الإمبراطورية بوحدها قبل انتخاب تاسيتس. كان تاسيتس يعيش في كامبانيا قبل انتخابه إمبراطوراً، وعادَ على مضضٍ إلى جمعية مجلس الشيوخ في روما التي انتخب فيها. وسرعان ما طلب من مجلس الشيوخ ترقية أوريليان إلى منزلة الإله، قبل أن يأمر باعتقال وإعدام الجناة الذين تأمروا على قتله.
بات استرجاع الصلاحيات القديمة التي تمتع بها مجلس الشيوخ من بين أكثر القضايا المُلِّحة التي اتسم بها عهد تاسيتس؛ فقام بمنح مجلس الشيوخ مجموعة واسعة من الحقوق شملت على ضمان القانون تعيينهم للإمبراطور والقناصل وحكام المقاطعات ويُضاف على كل هذا الحق الأسمى بالطعن في الوظيفة القضائية لأي محكمة من محاكم الإمبراطورية، فضلاً عن تولي مجلس الشيوخ لتسيير اتجاه فروع محددة من العائدات التي طال تعلّق أهليتها الإدارية. احترم خليفته اللاحق الإمبراطور بروبوس هذه التغييرات، ولكن لم يبقى لها أثر بعد إصلاحات ديوكلتيانوس خلال العقود اللاحقة.
كما حارب تاسيتس المرتزقة البرابرة الذين عاثوا فساداً ونهباً بعدة بلدات في المقاطعات الرومانية الشرقية عقب مقتل أوريليان وما تبع ذلك من إلغاء حملة عسكرية شرقية كان قد حُشِدَ لها من قبل. وتمكن تاسيتس برفقة نصف شقيقه الوالي البريتوري فلوريانوس من الانتصار على هذه القبائل والتي كان من ضمنها بدو الهيروليين هو ما أكسبه لقباً إمبراطورياً خاصاً به.

## مرضه ووفاته
توفي تاسيتس في شهر يونيو عام 276 نتيجة إصابته بالحمى في تيانا بمقاطعة قبادوقيا وهو على طريق عودته متجهاً نحو الغرب للتصدي لغزو الفرنجة والألامانيون لبلاد الغال وفقاً للمؤرخيّن أوريليوس فيكتور وأتروبيوس ومجموعة نصوص التاريخ الأوغسطي. أما المؤرخ زوسيموس فيدَّعي في روايةً متناقضة أن تاسيتس كان قد اُغتِيلَ، بعد تعيين أحد أقاربه لمنصب قياديّ هام في مقاطعة سوريا.